# Sed (ägyptische Mythologie)
Sed war eine altägyptische Gottheit in Gestalt eines Schakals. Es ist unklar, ob Sed ein eigenständiger Gott oder aber mit dem Schakalgott Upuaut verwandt war.
Der früheste Beleg für Sed findet sich auf dem Palermostein, einem Fragment des Annalensteins aus der 5. Dynastie (Altes Reich), wo er inschriftlich genannt ist. Der Gott ist bis zum Mittleren Reich theophorischer Bestandteil von Personennamen, bevor dieser durch Upuaut ersetzt wurde. Sed stand in engem Bezug zum Königtum, und der Name des Sedfestes, des Jubiläumsfestes des Königs, geht vermutlich auf diesen Gott zurück. Er war zudem mit Maat, dem Konzept für Gerechtigkeit, Weltordnung und Wahrheit, verbunden.